# Aleksiej Tichonow
Aleksiej Władímirowicz Tíchonow, ros. Алексей Владимирович Тихонов (ur. 1 listopada 1971 w Kujbyszewie) – rosyjski łyżwiarz figurowy, startujący w parach sportowych z Mariją Pietrową. Uczestnik igrzysk olimpijskich w Salt Lake City (2002) i Turynie (2006) mistrz świata (2000), dwukrotny mistrz Europy (1999, 2000), medalista finału Grand Prix, dwukrotny mistrz Japonii (1993, 1994) oraz mistrz Rosji (2006). Zakończył karierę amatorską w 2007 roku.
Po igrzyskach w 2002 roku Pietrowa i Tichonow zostali parą w życiu prywatnym. 1 lutego 2010 na świat przyszła ich córka Polina.

## Osiągnięcia

### Z Mariją Pietrową (Rosja)
| Zawody                        | 98–99          | 99–00          | 00–01          | 01–02          | 02–03          | 03–04          | 04–05          | 05–06          | 06–07          |                |                |                |                |                |                |                |                |
| Międzynarodowe                | Międzynarodowe | Międzynarodowe | Międzynarodowe | Międzynarodowe | Międzynarodowe | Międzynarodowe | Międzynarodowe | Międzynarodowe | Międzynarodowe | Międzynarodowe | Międzynarodowe | Międzynarodowe | Międzynarodowe | Międzynarodowe | Międzynarodowe | Międzynarodowe | Międzynarodowe |
| ----------------------------- | -------------- | -------------- | -------------- | -------------- | -------------- | -------------- | -------------- | -------------- | -------------- | -------------- | -------------- | -------------- | -------------- | -------------- | -------------- | -------------- | -------------- |
| Igrzyska olimpijskie          |                |                |                | 6              |                |                |                | 5              |                |                |                |                |                |                |                |                |                |
| Mistrzostwa świata            | 4              | 1              | 4              | 4              | 3              | 4              | 2              | 3              | WD             |                |                |                |                |                |                |                |                |
| Mistrzostwa Europy            | 1              | 1 DSQ          | 4              | 3              | 3              | 2              | 3              | 3              | 2              |                |                |                |                |                |                |                |                |
| GP Finał Grand Prix           | 3              | 4              | 5              | 5              | 3              | 3              | 2              | 4              | 6              |                |                |                |                |                |                |                |                |
| GP Bofrost Cup on Ice         | 1              | 1              | 2              | 3              | 4              |                |                |                |                |                |                |                |                |                |                |                |                |
| GP Cup of China               |                |                |                |                |                | 3              |                | 1              |                |                |                |                |                |                |                |                |                |
| GP NHK Trophy                 | 5              | 1              | 3              |                | 4              | 1              | 1              |                |                |                |                |                |                |                |                |                |                |
| GP Cup of Russia              |                | 1              |                | 2              | 2              |                |                |                | 2              |                |                |                |                |                |                |                |                |
| GP Skate America              |                |                |                |                |                | 2              |                |                |                |                |                |                |                |                |                |                |                |
| GP Skate Canada International | 2              |                | 3              |                |                |                |                | 2              |                |                |                |                |                |                |                |                |                |
| GP Trophée Éric Bompard       |                |                |                |                |                |                | 2              |                | 1              |                |                |                |                |                |                |                |                |
| Igrzyska dobrej woli          |                |                |                | 3              |                |                |                |                |                |                |                |                |                |                |                |                |                |
| Krajowe                       |                |                |                |                |                |                |                |                |                |                |                |                |                |                |                |                |                |
| Mistrzostwa Rosji             | 2              | 2              | 2              | 3              | 2              | 2              | 2              | 1              |                |                |                |                |                |                |                |                |                |

### Z Yukiko Kawasaki (Japonia)
| Zawody              | 92–93          | 93–94          |                |                |                |                |                |                |                |                |                |                |                |                |                |                |                |
| Międzynarodowe      | Międzynarodowe | Międzynarodowe | Międzynarodowe | Międzynarodowe | Międzynarodowe | Międzynarodowe | Międzynarodowe | Międzynarodowe | Międzynarodowe | Międzynarodowe | Międzynarodowe | Międzynarodowe | Międzynarodowe | Międzynarodowe | Międzynarodowe | Międzynarodowe | Międzynarodowe |
| ------------------- | -------------- | -------------- | -------------- | -------------- | -------------- | -------------- | -------------- | -------------- | -------------- | -------------- | -------------- | -------------- | -------------- | -------------- | -------------- | -------------- | -------------- |
| Mistrzostwa świata  |                | 15             |                |                |                |                |                |                |                |                |                |                |                |                |                |                |                |
| Nations Cup         |                | 4              |                |                |                |                |                |                |                |                |                |                |                |                |                |                |                |
| NHK Trophy          |                | 3              |                |                |                |                |                |                |                |                |                |                |                |                |                |                |                |
| Piruetten           |                | 6              |                |                |                |                |                |                |                |                |                |                |                |                |                |                |                |
| Krajowe             |                |                |                |                |                |                |                |                |                |                |                |                |                |                |                |                |                |
| Mistrzostwa Japonii | 1              | 1              |                |                |                |                |                |                |                |                |                |                |                |                |                |                |                |

### Z Iriną Sajfutdinową (ZSRR)
| Mistrzostwa świata juniorów | 3 |